# Kenny Ruiz
Kenny Ruiz (Alicante, 12 de noviembre de 1980) es un historietista español. Ha desarrollado la mayor parte de su carrera en el mercado franco-belga y es uno de los primeros artistas españoles que ha trabajado en el mercado japonés. Entre sus obras más conocidas destacan El cazador de rayos, Barcelona y Telémaco.

## Biografía
Aunque nació en Alicante, su familia se mudó a Granada y ha pasado allí toda la infancia. Su hermano mayor es el popular graffitero Raúl Ruiz, más conocido por el seudónimo «El Niño de las Pinturas».
El primer contacto con la historieta fue a través de la Escuela de Arte y Oficios de Granada y de proyectos autodidactas como el fanzine Proyecto Cómic (1994), en el que colaboró cuando tenía 14 años junto con Gustavo López Mañas y Javier Recio. A través de esa publicación trabó amistad con Juanjo Guarnido, conocido tiempo después por ilustrar la serie Blacksad.
Después de completar el bachillerato artístico se mudó a Barcelona para estudiar en la Escuela de Cómic Joso. Sus primeros trabajos como profesional fueron la serie erótica El libro de las Tentaciones (2001), en la revista Wet Comix, y Crónicas de Mesene: Periplo #5 (Dude Comics, 2002), así como ilustraciones para Disney a través del estudio de Salvador Simón. En ese tiempo desarrolló un estilo inspirado tanto en la historieta japonesa como en la línea clara.
Tras completar su formación comenzó a trabajar para el mercado franco-belga, con obras para la editorial francesa Paquet que han sido publicadas en España por Dolmen Editorial. Su debut llegó en junio de 2003 con El cazador de rayos, una obra posapocalíptica de la que se han editado tres álbumes. Un año después se dio a conocer entre la crítica con la serie costumbrista Barcelona, que ha sido galardonada en el Salón Internacional del Cómic de Barcelona en las ediciones de 2005 (mejor guion, mejor obra y autor revelación) y 2007 (premio popular a la mejor serie nacional). También hizo historietas cortas en las series Los Reyes Elfos (Víctor Santos, 2006) y Bull Damn City (2006-2007), ambas publicadas por Dolmen, e hizo las ilustraciones que acompañaron la obra Historia del soldado de Igor Stravinsky en el Teatro Real.
En 2008 publicó la serie Deux Epées: L'Ecole de la Licorne para la editorial francesa Soleil, pero el proyecto fue cancelado con solo un álbum publicado. Dos años más tarde la retomó para el mercado español bajo el título Dos espadas, primero a través de Glenat España y luego con Norma Editorial. Al margen de la historieta, comenzó a trabajar como profesor de cómic en la escuela superior ESDIP de Madrid.
En enero de 2010 publicó el primer álbum de la trilogía El misterio del Capitán Nemo, editado en Francia por Delcourt y que adapta La isla misteriosa de Julio Verne. A su conclusión participó en Malefic Time: Soum (Norma, 2012), una adaptación al manga del proyecto de Luis y Rómulo Royo.
Desde 2017 ha trabajado con el guionista belga Kid Toussaint en dos obras infantiles que han sido publicadas en la revista Spirou y posteriormente recopiladas por Dupuis: Magic 7 (desde 2017) y Telémaco (desde 2018), esta última basada en una reinterpretación de la Odisea a través del hijo de Ulises.
En 2018 fue invitado a publicar en la revista japonesa Tezucomi, dentro de un homenaje de varios autores españoles y europeos al 90.º aniversario de Osamu Tezuka. Tres años después, en mayo de 2021, comenzó a editar con Tezuka Productions la obra Team Phoenix en la Weekly Shônen Champion. La obra, definida por el propio autor como una especie de «Los Vengadores de Tezuka», ha sido publicada en español por Planeta.

## Obra

### Otras colaboraciones
| Año/s | Obra                                 | Guion         | Dibujo           | Tinta        | Color          | Formato                        | Publicación                                              |
| ----- | ------------------------------------ | ------------- | ---------------- | ------------ | -------------- | ------------------------------ | -------------------------------------------------------- |
| 1999  | El Navegante (& la Rubia)            | Kenny Ruiz    | Kenny Ruiz       | Arnold López | Blanco y negro | Historia corta                 | Proyecto Cómic                                           |
| 2004  | Más que palabras                     | Kenny Ruiz    | Kenny Ruiz       | Kenny Ruiz   | Color          | Historia corta                 | Dos veces breve #2                                       |
| 2005  | El Navegante & el Ermitaño           | Kenny Ruiz    | Kenny Ruiz       | Kenny Ruiz   | Blanco y negro | Historia corta                 | Proyecto Cómic 10 años / Ars Cómic                       |
| 2006  | El filo que se extiende              | Víctor Santos | Kenny Ruiz       | Kenny Ruiz   | Blanco y negro | Historia corta                 | Los Reyes Elfos: Historias de Faerie (Dolmen editorial)  |
| 2006  | Póker de balas                       | Kenny Ruiz    | Kenny Ruiz       | Kenny Ruiz   | Blanco y negro | Historia corta                 | Bulldamn city (Dolmen Editorial)                         |
| 2007  | El Navegante & el Guerrero           | Kenny Ruiz    | Kenny Ruiz       | Kenny Ruiz   | Blanco ynegro  | Historia corta                 | Dos veces breve #12                                      |
| 2007  | Mientras quede sitio en el infierno  | Kenny Ruiz    | Kenny Ruiz       | Kenny Ruiz   | Blanco y negro | Historia corta                 | Bulldamn city: El día de la zarigüeya (Dolmen editorial) |
| 2008  | Dos espadas: El réquiem de la espada | Kenny Ruiz    | Kenny Ruiz       | Kenny Ruiz   | Blanco y negro | Historia corta                 | Ars Cómic / Recopilada en Dos espadas, tomo 2            |
| 2008  | Muerte en Bulldamn city              | Kenny Ruiz    | Kenny Ruiz       | Kenny Ruiz   | Blanco y negro | Historia corta                 | Bulldamn city Zombies (Dolmen editorial)                 |
| 2008  | Steel Vegas                          | Víctor Santos | Kenny Ruiz, Mazi | Kenny Ruiz   | Mazi           | Historia corta                 | Rantifuso #8                                             |
| 2008  | Vacaciones de verano                 | Kenny Ruiz    | Kenny Ruiz       | Kenny Ruiz   | Blanco y negro | Trilogía de historietas cortas | Eros Cómix                                               |
| 2008  | Dragón de fuego                      | Kenny Ruiz    | Kenny Ruiz       | Kenny Ruiz   | Blanco y negro | Historieta corta               | Bulldamn War (Dolmen editorial)                          |
| 2009  | Star Wars: La Fuerza                 | Kenny Ruiz    | Kenny Ruiz       | Kenny Ruiz   | Blanco y negro | Historieta corta               | Ars Cómic                                                |
| 2009  | El Navegante en Babel                | Kenny Ruiz    | Kenny Ruiz       | Kenny Ruiz   | Blanco y negro | Historieta corta               | Libro de la Semana Negra de Gijón                        |
| 2011  | El Navegante & el Músico             | Kenny Ruiz    | Kenny Ruiz       | Kenny Ruiz   | Blanco y negro | Historieta corta               | Dibujada en vivo en el Centro Cultural Niemeyer          |
| 2015  | Star Wars: The River                 | Kenny Ruiz    | Kenny Ruiz       | Kenny Ruiz   | Blanco y negro | Historieta corta               | Tumblr                                                   |

## Premios

### Salón del Cómic de Barcelona
- Premio a la Mejor Obra por Barcelona (2005)
- Premio al Mejor Guion por Barcelona (2005)
- Premio al Autor Revelación por Barcelona (2005)
- Premio a la Mejor Obra por El cazador de rayos (2007)
- Premio al Mejor Dibujo por El cazador de rayos (2007)

### Salón del Manga de Barcelona
- Premio al Mejor Manga de Autor Español por Dos espadas (2010)